# Contradusta walkeri
Contradusta walkeri is een slakkensoort uit de familie van de Cypraeidae. De wetenschappelijke naam van de soort is voor het eerst geldig gepubliceerd in 1832 door G.B. Sowerby I.

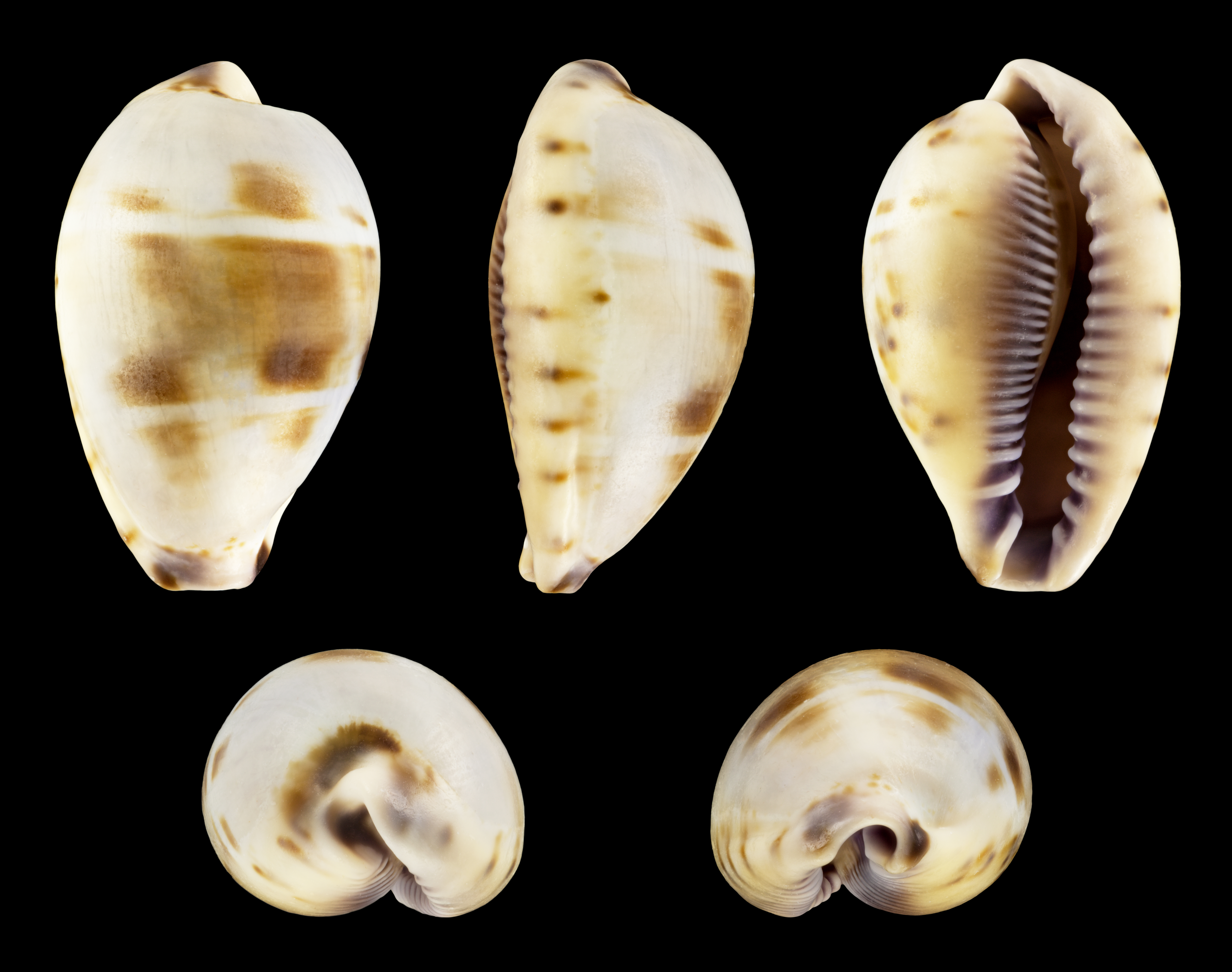
Contradusta walkeri ssp. surabajensis